# Алкылыч, Дженк Ахмет
Дженк Ахмет Алкылыч (тур. Cenk Ahmet Alkılıç; род. 9 декабря 1987 года, Измир) — турецкий футболист, полузащитник клуба «Аланьяспор».

## Клубная карьера
Дженк Ахмет Алкылыч начинал свою карьеру футболиста в клубе турецкой Третьей лиги «Бейлербейи», в сезоне 2008/09 выступавшем во Второй лиге. В начале августа 2009 года он перешёл в команду Первой лиги «Алтай» из Измира, а спустя 2 года в клуб той же лиги «Ризеспор». По итогам сезона 2012/13 «Ризеспор» вышел в Суперлигу, а Дженк забил 10 мячей в чемпионате. 26 августа 2013 года он дебютировал в главной турецкой лиге, выйдя на замену в гостевом поединке против «Трабзонспора».
В начале 2014 года Дженк на правах аренды перешёл в другой клуб Суперлиги «Кайсери Эрджиесспор». 20 сентября 2014 года он забил свой первый гол на высшем уровне, открыв счёт в домашнем матче с командой «Акхисар Беледиеспор». Через месяц его гол в самой концовке игры принёс «Кайсери Эрджиесспору» домашнюю победу над «Бешикташем». После вылета его команды из Суперлиги Дженк подписал контракт с другим клубом главной турецкой лиги «Истанбул Башакшехир» летом 2015 года.